# Giovanna Soderini

Stemma dei Soderini

Giovanna Soderini (Firenze, 1301 – 1º settembre 1367) è stata una religiosa italiana.

## Biografia
Era figlia di Giovanni Soderini (?-1348), priore di Firenze, e di Giovanna de' Rossi.
Nel 1313 venne affidata a Giuliana Falconieri, che la fece entrare nelle Mantellate serve di Maria; alla morte della Falconieri, nel 1341, la Soderini divenne superiora dell'Ordine.
Nel 1828 Leone XII la beatificò.